# Флэнаган, Майк
Майк Флэнаган — американский кинорежиссёр и сценарист. Наиболее известен своими фильмами ужасов, такими как «Отсутствие», «Окулус», «Тишина», «Сомния», «Уиджи. Проклятие доски дьявола» и «Игра Джеральда». Также является режиссёром, продюсером и сценаристом сверхъестественного хоррор-сериала от «Netflix» «Призрак», первый сезон которого основан на одноимённом романе Ширли Джексон.

## Ранние годы
Майк Флэнаган родился 20 мая 1978 года в городе Салем, (штат Массачусетс, США). Его отец работал в береговой охране США, и семья часто переезжала. Недолгая жизнь в Салеме отложила отпечаток на интересах Флэнагана. Его заинтересованность процессом над салемскими ведьмами переросла в увлечение мистикой и фильмами ужасов. Майк в итоге оказался в Мэриленде, где он посещал Университет Тоусона. Флэнаган получил степень бакалавра в области электронных СМИ и степень магистра в театральной области.

## Карьера
Студенческие фильмы Флэнагана в большей степени были ориентированы на жанр мелодрамы. Позже он охарактеризовал их как «непригодные для публичного потребления», но уточнил, что они стали для него «невероятным опытом». Его первый фильм в качестве режиссёра, «Призраки Гамильтон-стрит» (2003), был снят в Мэриленде после окончания школы. В нём были задействованы некоторые местные актёры, в том числе Скотт Грэм, которого Флэнаган встретил во время учёбы. Грэм продолжил свой путь к известности, снявшись в короткометражном фильме Флэнагана «Окулус: Глава 3 — человек с планом» (2006), который он создал за $1500.
Флэнаган первоначально представлял «Окулус» как серию короткометражных фильмов, но не мог найти источник финансирования. Позже он вычеркнул главу, которая включала предысторию, и снял короткий метр, чтобы продемонстрировать, что способен создать фильм ужасов. Короткометражный фильм пользовался популярностью на кинофестивалях, и продюсеры были заинтересованы в разработке концепции, однако они собирались отвергнуть предложение Флэнагана режиссировать полнометражную адаптацию. В ответ на этот отказ Флэнаган снял фильм «Отсутствие» (2011), который был профинансирован кампанией Kickstarter.
Сделанный за $70 000 и снятый в своей квартире в Глендейле (штат Калифорния) фильм «Отсутствие» был выпущен для домашнего просмотра, но приобрел популярность, когда компания Netflix предложила разместить его на своём потоковом сервисе. После неожиданного успеха Флэнаган снова вернулся к Окулусу. Компания Intrepid Pictures проявила интерес к концепции и согласилась дать Флэнагану должность режиссёра фильма. Полнометражный фильм «Окулус» был снят в 2012 году и представлен компанией Relativity Media в 2014 году.
После «Окулуса» Майк Флэнаган снял «Сомнию», выпущенную в 2013 году. Фильм был приобретён Relativity Media в 2014 году. Первоначально премьера была намечена на 8 мая 2015 года, но была перенесена на 25 сентября 2015 года, а затем вовсе исчезла из расписания в связи с банкротством компании. Через год в Арбитражном суде Relativity объявила, что фильм будет выпущен 8 апреля 2016 года, но этого так и не произошло, хотя компания изо всех сил пыталась встать на ноги. После этого выход фильма был намечен на 9 сентября 2016 года. Но за три недели до этой даты Relativity в очередной раз убрала фильм из расписания, что вызвало публичный скандал между Флэнаганом и главным исполнительным директором Relativity Media Райаном Кавана в Twitter. Кавана заявил, что 9 сентября было «плохим днём», а Флэнаган — что у Relativity нет финансовой возможности выпустить фильм. Relativity Media так никогда и не выпустила фильм, поскольку Кавана продал свою компанию сингапурской социальной сетевой платформе YuuZoo в октябре 2016 года. Netflix в конечном счёте выкупила права и выпустила фильм в январе 2018 года.
Флэнаган написал сценарий и режиссировал фильм «Уиджи. Проклятие доски дьявола», в котором снимались Элизабет Ризер, Генри Томас и Аннализа Бассо. Создание фильма началось в сентябре 2015 года. Он был выпущен в октябре 2016 года и собрал в мировом прокате более $81 млн.
Примерно в то же время было объявлено, что Флэнаган работает над «секретным проектом» под названием «Тишина». Написанный в 2014 году и снятый в марте 2015 года проект держался в тайне до показа на кинофестивале в Торонто. Сценарий был написан Флэнаганом, в фильме снялись Кейт Сигел, а также Джон Галлахер-младший, Майкл Трукко и Саманта Слоян. Мировая премьера фильма состоялась на SXSW в марте 2016 года и была выпущена эксклюзивно на Netflix 8 апреля 2016.
В 2018 году Флэнаган выступил продюсером, режиссёром, редактором и автором сценария сверхъестественного хоррор-сериала от Netflix «Призраки дома на холме», основанном на одноимённом романе Шерли Джексон.
Флэнаган написал сценарий и снял фильм ужасов «Доктор Сон», основанный на одноимённом романе Стивена Кинга, который стал продолжением предыдущего романа «Сияние». Юэн Макгрегор сыграл повзрослевшего Дэнни Торранса. Фильм был выпущен в прокат 30 октября 2019 года.
Флэнаган напишет сценарий к фильму «Глиноликий» который относится к медиафраншизе «Вселенная DC».

## Личная жизнь
Флэнаган женился на актрисе и писательнице Кейт Сигел в феврале 2016 года . У них двое детей: сын Коди Пол Флэнаган (родился 26 ноября 2016 года) и дочь Теодора Изабель Ирен Флэнаган (родилась 3 декабря 2018 года). Также у Флэнагана есть еще один сын Ригби Джозеф Флэнаган-Белл, который родился 15 октября 2010 года в отношениях с партнершей по фильму Отсутствие актрисой Кортни Белл.

## Фильмография
| Название                 | Год  | Режиссёр | Сценарист | Редактор | Продюсер (исполнительный) | Примечания             |
| ------------------------ | ---- | -------- | --------- | -------- | ------------------------- | ---------------------- |
| Фантазия                 | 2000 | Да       | Да        | Да       | Нет                       | Студенческий фильм     |
| Натюрморт                | 2001 | Да       | Да        | Да       | Да                        | Студенческий фильм     |
| Призраки улицы Гамильтон | 2003 | Да       | Да        | Да       | Нет                       | Студенческий фильм     |
| Окулус: Глава 3          | 2006 | Да       | Да        | Да       | Да                        | Короткометражный фильм |
| Отсутствие               | 2011 | Да       | Да        | Да       | Да                        |                        |
| Окулус                   | 2013 | Да       | Да        | Да       | Нет                       | Фильм                  |
| Тише                     | 2016 | Да       | Да        | Да       | Нет                       |                        |
| Прежде, чем я просыпаюсь | 2016 | Да       | Да        | Да       | Нет                       |                        |
| Уиджи: происхождение зла | 2016 | Да       | Да        | Да       | Нет                       |                        |
| Dobaara: Видеть Ваше Зло | 2017 | Нет      | Нет       | Нет      | Да                        |                        |
| Игра Джералда            | 2017 | Да       | Да        | Да       | Нет                       |                        |
| Призраки дома на холме   | 2018 | Да       | Да        | Да       | Да                        | Сериал                 |
| Доктор Сон               | 2019 | Да       | Да        | Да       | Нет                       | Фильм                  |
| Призраки усадьбы Блай    | 2020 | Да       | Да        | Да       | Да                        | Сериал                 |
| Полуночная месса         | 2021 | Да       | Да        | Да       | Да                        | Сериал                 |
| Клуб полуночников        | 2022 | Да       | Да        | Да       | Да                        | Сериал                 |
| Падение дома Ашеров      | 2023 | Да       | Да        | Да       | Да                        | Сериал                 |
| Жизнь Чака               | 2025 | Да       | Да        |          |                           | Фильм                  |
| Глиноликий               | 2026 | Нет      | Да        | Да       | Нет                       | Фильм                  |
| Кэрри                    | 2026 | Да       | Да        | Да       | Да                        | Сериал                 |